# لورا بيرمان
لورا بيرمان (بالإنجليزية: Laura Berman)‏ هي معالجة نفسية أمريكية، ولدت في 24 أكتوبر 1968.